# Стефан Недич
Стефан Недич, наречен Келеша (на сръбски: Стефан Недић Ћела или Stefan Nedić Ćela), e войвода на Вътрешната македоно-одринска революционна организация, по-късно станал сърбоманин и оглавил чета на сръбската въоръжена пропаганда в Западна Македония.

## Биография
Недич е роден в демирхисарското село Стругово. Включва се в борбата на ВМОРО срещу османското владичество и участва в Илинденско-Преображенското въстание с четата на Георги Сугарев.
След въстанието Стефан Келеша се присъединява към сръбските четници и започва да действа заедно с Глигор Соколов. В 1905 година с четата на Йован Бабунски минава Вардара във Велешко и действа срещу българските чети в Западна Македония. Сражава се при Орешка ливада и Куртов камен.
Участва в Балканските войни на сръбска страна. След като родния му край е завладян от Сърбия, Келеша става кмет на Стругово.
Убит е в 1923 година от член на ВМРО в засада между Стругово и Лесково, а в отговор сръбските власти арестуват селяни от Лесково и Стругово, а свещеникът Дончо Илиев от Боище е убит в полицейския участък.